# Göranssons pojke
Göranssons pojke är en svensk dramafilm från 1941 i regi av Weyler Hildebrand.

## Om filmen
Filmen premiärvisades 22 september 1941 på biograf Spegeln i Stockholm, den spelades in vid AB Irefilm ateljé i Stockholm med exteriörer från Uppsala och Djurgården av J. Julius.

## Roller
- Weyler Hildebrand - Julius Göransson, skrothandlare
- Tom Olsson - Pelle
- Eric Abrahamsson - "Sudden"
- Hilda Borgström - tant Brink
- Gaby Stenberg - Karin Brodin, Pelles mor
- Emy Hagman - fröken Anna Fagerlund, föreståndarinna för en mjölk- och brödbutik
- Sigge Fürst - skrothandlare Johansson, kallad Skrot-Johan
- Magnus Kesster - "Snobben", hans kumpan
- Kotti Chave - "Balalajka"
- Carl Ström - fängelseprästen
- Arthur Fischer - "Grosshandlarn"
- Gunnar Sjöberg - Göran Bryhme, Pelles far
- Millan Bolander - kvinnan från barnavårdsnämnden
- Elsa Ebbesen-Thornblad - Göranssons mor
- Wiktor "Kulörten" Andersson - konferenciern vid brottningsmatchen

## Musik i filmen
- I vackra drömmars land, kompositör Jules Sylvain, text Jokern och Sven Paddock, sångWeyler Hildebrand
- Det var en liten ungersven, kompositör och text Lasse Dahlqvist, sång Weyler Hildebrand, Eric Abrahamsson, Arthur Fischer, Kotti Chave, John Norrman och Olof Krook
- Ja, må han leva!
- Släckta fyrar, kompositör Fred Winter, text Valdemar Dalquist, instrumental.
- Till anfall, kompositör Axel Malm, instrumental.
- Jag lyfter mina händer, kompositör Melchior Techner, svensk text Jakob Arrhenius och Jesper Swedberg
- Härlig är jorden (Dejlig är Jorden), dansk text Bernhard Severin Ingemann, svensk text Cecilia Bååth-Holmberg
- Wiegenlied/Guten Abend, gut' Nacht .../Des Knaben Wunderhorn (Vaggvisa/Nu i ro slumra in), kompositör Johannes Brahms, svensk text Knut Nyblom, instrumental.